# Слободзинский, Адам Иванович
Адам Иванович Слободзинский (1822/1823—1869) — русский врач.

## Биография
Родился 24 декабря 1822 (5 января 1823) года в семье мещанина. Среднее образование получил в Каменец-Подольской гимназии, из которой поступил в 1841 году на медицинский факультет университета Св. Владимира. Будучи студентом, написал сочинение на тему: «Изложить критически, основываясь преимущественно на собственных наблюдениях и препаратах, механизм дыхательных движений у человека и обратить внимание на участие бродящего нерва в этой деятельности, образ его распространения на оболочках дыхательных путей, влияние его на гортань и сократительность воздушных трубок, обнимая притом новейшее состояние этого вопроса». В 1846 году, при окончании курса, он был награждён за это сочинение золотой медалью, получил степень лекаря с отличием (cum eximia laude), оставлен при университете и 31 августа 1846 года, по представлению совета университета, определен ординатором в терапевтическую клинику. Уже 13 марта 1847 года был назначен исполняющим должность помощника директора той же клиники, а 27 января 1849 года был утверждён в этой должности. В 1847 году отличился в борьбе со свирепствовавшей в Киеве холерой.
Был удостоен 12 августа 1850 года степени доктора медицины за представленную им диссертацию «De respirationis mechanismo in pleuritide et morbis quibusdam pulmonum observato», в которой он исследовал механизм дыхания при плеврите и различных лёгочных заболеваниях. С 24 февраля 1851 года он был определён доцентом Киевского университета для чтения предметов, относящихся к кафедре врачебноведения. До 1854 года преподавал судебную медицину, гигиену и диететику; в 1854—55 учебном году читал курсы: энциклопедии медицины, эпизоотологии, судебной медицины и врачебного устава медицинской полиции. Также, с 24 июля 1854 г. по 20 августа 1855 г. был врачом училища графини Левашовой. В 1855 году заболел гипертрофией печени и был уволен по расстроенному здоровью.
В 1859 году он поступил на службу в военное ведомство и был назначен старшим врачом 14-го стрелкового батальона, в 1863 году занял должность дивизионного доктора 34-й пехотной дивизии; умер в 1869 году при явлениях общей водянки.